# 삼성웰스토리
삼성웰스토리(三星웰스토리, Samsung Welstory)는 1982년 삼성그룹 연수원에서의 식음서비스에서 시작된 대한민국의 식품회사이다. 식음서비스에 과학적 기준을 수립하고 시스템을 구축하였다. 물류 인프라 확장과 더불어 현재 식품연구소와 조리아카데미 등 식음 R&D 투자를 기반으로 식문화 트렌드의 개발 및 연구를 진행하고 있다.
해외 사업으로는 중국, 베트남 등으로 확장되었고 위탁급식, 식자재유통, 해외사업, 온라인사업, 푸드서비스 등의 사업을 운영하고 있다.

## 연혁

### 1990년 ~ 1999년
- 1982년 6월 삼성그룹 연수원 식음서비스 사업개시
- 1994년 12월 식음서비스 운영 사업부 설립
- 1995년 4월 식자재 유통 사업부 설립
- 1997년 6월 용인물류센터 오픈
- 1997년 11월 조리아카데미 오픈
- 1998년 1월 PB(Private Brand)상품 'FRESIS'출시
- 1998년 10월 유통사업부 발족(식음서비스 운영·식자재 유통 사업부 통합)
- 1999년 1월 식품연구소 오픈

### 2000년 ~ 2009년
- 2001년 1월 김해물류센터 오픈
- 2004년 4월 콜드체인시스템(Cold Chain System) 구축
- 2005년 4월 왜관물류센터 오픈
- 2007년 11월 광주물류센터 오픈
- 2007년 9월 식음서비스 브랜드 '웰스토리(Welstory)' 런칭
- 2008년 11월 삼성그룹 임직원 온라인 쇼핑몰 '웰스토리몰' 오픈

### 2010년 ~ 현재
- 2010년 9월  프리미엄 식음서비스 브랜드 '델라코트(Delacourt)' 런칭
- 2011년 7월 웰스토리 모바일 앱 런칭
- 2012년 11월 평택물류센터 오픈
- 2012년 3월 중국 합자법인 애보건 설립
- 2013년 2월 건강 특화 서비스 브랜드 '헬스기빙(Health Giving)' 런칭
- 2013년 12월 삼성웰스토리 창립
- 2015년 1월 소비자가 가장 신뢰하는 브랜드 대상 3년 연속 수상
- 2015년 1월 베트남 법인 WELV(Welstory Vietnam Company Limited) 설립
- 2016년 2월 한국에서 가장 존경받는 기업 선정
- 2016년 3월 대구 삼성 라이온즈 파크에 설립, 식음료 서비스 실시
- 2016년 6월 중국 식자재유통 사업 진출
- 2016년 11월 한국물류대상 대통령 표창 수상
- 2017년 2월 한국에서 가장 존경받는 기업 '식음서비스 부문' 2년 연속 선정
- 2017년 5월 남녀고용평등 우수기업 국무총리 표창 수상
- 2020년 초 넥슨코리아 사내 식당을 삼성웰스토리로 교체

## 사업영역
삼성웰스토리의 사업영역은 크게 푸드서비스, 식자재 유통, 해외사업, 온라인사업의 4가지 영역으로 볼 수 있다.
- 푸드서비스 사업: 급식서비스인 welstory와 외식사업(DELACOURT, FRIGGA, health giving, 푸드코트 등) 포함.
- 식자재유통 사업: 신선한 식자재 배송을 위한 콜드체인 시스템 도입.
- 해외 사업: 중국과 베트남 급식시장 진출 등.
  - 2012년 ‘상해애보건기업관리복무유한공사’를 설립하여 중국에 진출하였고 현재 상하이, 쑤저우, 시안, 톈진, 닝보 등 7개 지역 48곳의 사업장을 운영하며 하루 12만 식을 제공한다. 또한 삼성웰스토리의 중국 식음서비스 법인은 2016년 523억 원의 매출을 올리며 연평균 11% 이상 성장해 나가며 지속적으로 사업을 확장하였다.
  - 2015년에는 중국에 이어 베트남 급식시장에도 진출하였으며, 하노이, 박닌, 타이응웬, 호찌민 등 베트남 4개 지역 32개 사업장에서 하루 20만식을 제공하고 있다. 삼성웰스토리 베트남 법인은 베트남 급식시장에서 2016년 686억 원의 매출을 올리며 연평균 13% 이상 성장하였다.

- 온라인 사업: 웰스토리몰(Welstorymall)을 운영하여 건강한 라이프 스타일을 위한 다양한 상품을 판매한다. 농수축산 전문 MD가 엄격히 선별한 품질보증상품만을 제안하는 프리미엄식품관인 MD's PROMISE부터 Health Giving, 산지농가와의 직거래를 통해 신선한 상품을 제공하는 특산물 직송관인 산지직송관 뿐만 아니라 트렌드와 시기에 따라 고객이 원하는 상품을 제공하기도 한다. 이외 연구개발 분야에서는 식품연구소, 조리아카데미 등을 통한 식품R&D 분야와 물류시스템, ERP 시스템을 통한 식음인프라 영역에도 매진한다.

## 참고 문헌
- 한국경제산업, 삼성웰스토리, 하루 100만끼 '직장인 밥상' 책임지는 1위 급식사[깨진 링크(과거 내용 찾기)] 2017.5.2
- 한국일보, 삼성웰스토리 제17회 남녀고용평등 우수기업 국무총리 표창 수상 2017.05.31
- 매일경제, 국민의 건강한 食문화를 만드는 삼성웰스토리 2016.02.25
- 매일경제, 구내 식당은 내 건강관리사…앱으로 건강체크부터 영양 상담까지 2017.02.25
- 서울경제 , 삼성웰스토리 '모바일식권'시장 진출... 대기업 전자식권 시장 속속 가세 2017.02.19
- 매일경제, [푸드 & 프랜차이즈] 넌 식판에 음식 담아서 먹니? 난 '테이크아웃' 메뉴로 즐겨 2017.06.08
- 화이트페이퍼, 베트남 '콜드체인 물류' 한국 급식업체가 선도 2017.05.31
- 미래한국, 국제아동돕기연합, 삼성웰스토리와 U-CENTER 프로젝트 협약 체결 2016.11.24
- 업코리아, 삼성웰스토리, 식음료업 특성 살린 재능기부 사회공헌 활동 보관됨 2017-10-06 - 웨이백 머신 2015.09.02
- 라포르시안, "수제 레몬청과 피클로 입맛 돋우세요" 2017.03.16
- 서울신문, [기업 상생 특집] 삼성, 26개국 임직원·가족 16만여명 자원봉사 2016.11.28

## 같이 보기
- 현대그린푸드
- 아워홈
- CJ프레시웨이
- 푸디스트